# Mistrovství Evropy ve fotbale hráčů do 21 let 2009
Mistrovství Evropy ve fotbale hráčů do 21 let 2009 se konalo ve Švédsku od 15. do 29. června a bylo jeho 17. ročníkem. Turnaj hrálo osm týmů, které byly rozlosovány do dvou skupin po čtyřech. Sedm týmů (Anglie, Bělorusko, Finsko, Itálie, Německo, Srbsko a Španělsko) prošlo do turnaje kvalifikací, Švédsko mělo účast jistou jako hostitelská země. Vítězem se stala reprezentace Německa.

## Kvalifikace
Hlavní článek: Kvalifikace na Mistrovství Evropy ve fotbale hráčů do 21 let 2009
Celkem 51 týmů bylo v kvalifikaci rozlosováno do deseti skupin po pěti, resp. šesti týmech. Ve skupinách se utkal každý s každým doma a venku. Vítězové skupin a čtyři nejlepší týmy ze druhých míst postoupili do baráže hrané systémem doma a venku o sedm míst na závěrečném turnaji (domácí Švédsko mělo účast jistou předem).

## Stadiony
Turnaj se hrál na těchto čtyřech stadionech
- Swedbank Stadion, Malmö (Kapacita: 24 000; pro turnaj: 21 000)
- Gamla Ullevi, Göteborg (Kapacita: 18 800; pro turnaj: 16 700)
- Olympia, Helsingborg (Kapacita: 17 000; pro turnaj: 12 000)
- Örjans Vall, Halmstad (Kapacita: 15 500; pro turnaj: 8,000)

Ze sponzorských důvodů se Swedbank Stadion musel v průběhu turnaje jmenovat New Malmö Stadion.

## Základní skupiny
|  | Tým postoupil do vyřazovacích bojů. |

### Základní skupina A
| Tým       | Z | V | R | P | VG | IG | +/- | B |
| --------- | - | - | - | - | -- | -- | --- | - |
| Itálie    | 2 | 2 | 1 | 0 | 4  | 2  | +2  | 7 |
| Švédsko   | 2 | 2 | 0 | 1 | 9  | 4  | +5  | 6 |
| Srbsko    | 2 | 0 | 2 | 1 | 1  | 3  | -2  | 2 |
| Bělorusko | 2 | 0 | 1 | 2 | 2  | 7  | -5  | 1 |

| 16. června 2009 18:15                                 |        |             |                                                                     |
| Švédsko                                               | 5 – 1  | Bělorusko   | Malmö New Stadium, Malmö diváci: 14 623 rozhodčí: Claudio Circhetta |
| Martynovich 34' (vl.) Berg 38', 44', 81' Svensson 89' | Report | Kislyak 33' | Malmö New Stadium, Malmö diváci: 14 623 rozhodčí: Claudio Circhetta |

| 16. června 2009 20:45 |        |        |                                                            |
| Itálie                | 0 – 0  | Srbsko | Olympia, Helsingborg diváci: 7 158 rozhodčí: Pedro Proença |
|                       | Report |        | Olympia, Helsingborg diváci: 7 158 rozhodčí: Pedro Proença |

| 19. června 2009 16:00 |        |                               |                                                            |
| Švédsko               | 1 – 2  | Itálie                        | Olympia, Helsingborg diváci: 11 618 rozhodčí: Tony Chapron |
| Toivonen 89'          | Report | Balotelli 23' Acquafresca 53' | Olympia, Helsingborg diváci: 11 618 rozhodčí: Tony Chapron |

| 19. června 2009 18:15 |        |        |                                                               |
| Bělorusko             | 0 – 0  | Srbsko | Malmö New Stadium, Malmö diváci: 3 313 rozhodčí: Cüneyt Çakir |
|                       | Report |        | Malmö New Stadium, Malmö diváci: 3 313 rozhodčí: Cüneyt Çakir |

| 23. června 2009 20:45 |        |                                  |                                                                 |
| Srbsko                | 1 – 3  | Švédsko                          | Malmö New Stadium, Malmö diváci: 19 820 rozhodčí: Pedro Proença |
| Kačar 28'             | Report | Berg 7', 15' (pen.) Toivonen 29' | Malmö New Stadium, Malmö diváci: 19 820 rozhodčí: Pedro Proença |

| 23. června 2009 20:45 |        |                               |                                                                |
| Bělorusko             | 1 – 2  | Itálie                        | Olympia, Helsingborg diváci: 3 014 rozhodčí: Claudio Circhetta |
| Kislyak 45'           | Report | Acquafresca 45+3' (pen.), 75' | Olympia, Helsingborg diváci: 3 014 rozhodčí: Claudio Circhetta |

### Základní skupina B
| Tým       | Z | V | R | P | VG | IG | +/- | B |
| --------- | - | - | - | - | -- | -- | --- | - |
| Anglie    | 2 | 2 | 1 | 0 | 5  | 2  | +3  | 7 |
| Německo   | 2 | 1 | 2 | 0 | 3  | 1  | +2  | 5 |
| Španělsko | 2 | 1 | 1 | 1 | 2  | 2  | 0   | 4 |
| Finsko    | 2 | 0 | 0 | 3 | 1  | 6  | -5  | 0 |

| 15. června 2009 18:15       |        |                  |                                                            |
| Anglie                      | 2 – 1  | Finsko           | Örjans Vall, Halmstad diváci: 6 828 rozhodčí: Cüneyt Çakir |
| Cattermole 15' Richards 53' | Report | Sparv 33' (pen.) | Örjans Vall, Halmstad diváci: 6 828 rozhodčí: Cüneyt Çakir |

| 15. června 2009 20:45 |        |         |                                                              |
| Španělsko             | 0 – 0  | Německo | Gamla Ullevi, Göteborg diváci: 15 827 rozhodčí: Tony Chapron |
|                       | Report |         | Gamla Ullevi, Göteborg diváci: 15 827 rozhodčí: Tony Chapron |

| 18. června 2009 18:15   |        |        |                                                               |
| Německo                 | 2 – 0  | Finsko | Örjans Vall, Halmstad diváci: 6 011 rozhodčí: Peter Rasmussen |
| Höwedes 59' Dejagah 61' | Report |        | Örjans Vall, Halmstad diváci: 6 011 rozhodčí: Peter Rasmussen |

| 18. června 2009 20:45 |        |                         |                                                               |
| Španělsko             | 0 – 2  | Anglie                  | Gamla Ullevi, Göteborg diváci: 16 123 rozhodčí: Bjorn Kuipers |
|                       | Report | Campbell 67' Milner 73' | Gamla Ullevi, Göteborg diváci: 16 123 rozhodčí: Bjorn Kuipers |

| 22. června 2009 20:45 |        |                       |                                                              |
| Finsko                | 0 – 2  | Španělsko             | Gamla Ullevi, Göteborg diváci: 8 093 rozhodčí: Bjorn Kuipers |
|                       | Report | Torrejón 29' León 55' | Gamla Ullevi, Göteborg diváci: 8 093 rozhodčí: Bjorn Kuipers |

| 22. června 2009 20:45 |        |             |                                                               |
| Německo               | 1 – 1  | Anglie      | Örjans Vall, Halmstad diváci: 7 414 rozhodčí: Peter Rasmussen |
| Castro 5'             | Report | Rodwell 29' | Örjans Vall, Halmstad diváci: 7 414 rozhodčí: Peter Rasmussen |

## Semifinále
| 26. června 2009 18:00                        |                |                            |                                                              |
| Anglie                                       | 3 – 3 (prodl.) | Švédsko                    | Gamla Ullevi, Göteborg diváci: 16 385 rozhodčí: Cüneyt Çakir |
| Cranie 1' Onuoha 27' Bjärsmyr 38' (vl.), 21' | Report         | Berg 68', 81' Toivonen 75' | Gamla Ullevi, Göteborg diváci: 16 385 rozhodčí: Cüneyt Çakir |

|                                              |       | Penaltový rozstřel                        |  |
| Milner Hart Cattermole Johnson Walcott Gibbs | 5 – 4 | Berg Elm Bjärsmyr Lustig Bengtsson Molins |  |

| 26. června 2009 20:45 |        |          |                                                            |
| Itálie                | 0 – 1  | Německo  | Olympia, Helsingborg diváci: 8 094 rozhodčí: Pedro Proença |
|                       | Report | Beck 48' | Olympia, Helsingborg diváci: 8 094 rozhodčí: Pedro Proença |

## Finále
| 29. června 2009 20:45 |        |                                     |                                                                 |
| Anglie                | 0 – 4  | Německo                             | Malmö New Stadium, Malmö diváci: 18 769 rozhodčí: Bjorn Kuipers |
|                       | Report | Castro 23' Özil 48' Wagner 79', 84' | Malmö New Stadium, Malmö diváci: 18 769 rozhodčí: Bjorn Kuipers |